# Groupama OL Training Center
Pour les articles homonymes, voir Groupama.
Le Groupama OL Training Center est le centre d'entraînement de l'équipe de football de l'Olympique lyonnais.
Il est situé à Décines-Charpieu à proximité du Groupama Stadium. Il porte ce nom à la suite du partenariat de naming établi entre l'Olympique lyonnais et Groupama.

## Histoire
Ce centre s'étend sur 10 hectares composé de deux bâtiments de 5 000 m2 au total, de quatre terrains d'entraînement éclairés et en pelouse naturelle, d'un demi-terrain couvert en synthétique ainsi que d'un terrain d'honneur de 1 524 places prêt à accueillir entre autres les matchs de CFA et de l'OL féminin.
Les groupes professionnels de la section masculine et féminine se partagent le Groupama OL Training Center et profitent tous de ses installations. Des vestiaires sont mis à la disposition des joueurs ainsi qu'aux membres du staff technique, de même qu'une salle de massage et un espace réservé à la balnéothérapie, où figurent un jacuzzi, un bain froid, un hammam et une piscine.
Le centre d'entraînement comporte également une salle de musculation, divisée en trois parties : un coin réservé au cardio, un deuxième pour la récupération et un troisième réservé aux activités physiques avec un équipement ultramoderne.
Le bâtiment abrite aussi les bureaux du staff technique, qui dispose d'une salle vidéo et d'une salle de supervision.
À la suite d'une annonce le 9 février 2021, le terrain d'honneur a été baptisé le 20 novembre 2021 au nom de Gérard Houllier, décédé le 14 décembre 2020.